# Zanni

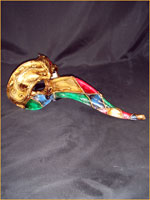
Máscara veneziana de Zanni

Zanni [ˈdzanni] é um hipocorístico do prenome italiano Giovanni e pode referir-se ao comediante agente da Commedia dell'arte, quer a vários personagens estereotipados servos do mesmo gênero. A palavra é a origem para a palavra inglesa "zany" (bobo).
Zanni da fantasia era vagamente montagem bata branca e calça. Ele usava uma máscara preta semelhante ao seu descendente mais popular, o Arlequim. Seu comportamento é uma imitação caricatural do povo de Bérgamo, pobres agricultores, que foram forçados a ir para Veneza, a fim de ganhar a vida. Como tais, nem sempre seus interesses coincidem com os de seu mestre. Seus principais objetivos são o seu próprio conforto e da satisfação imediata de desejos diferentes.
Em períodos posteriores à personagem caiu em desuso e a palavra zanni passou a significar toda a categoria de personagens cômicas de servos. No entanto, o termo zanni não é mais utilizado desta forma na Itália.